# اندی ناخار
اندی آریل ناخار رودریگز (اسپانیایی: Andy Ariel Najar Rodríguez‎؛ زاده ۱۶ مارس ۱۹۹۳) بازیکن فوتبال اهل هندوراس است.
وی همچنین در تیم ملی فوتبال هندوراس بازی کرده‌است.